# سیارک ۵۱۱۲
سیارک ۵۱۱۲ (به انگلیسی: 5112 Kusaji، نامگذاری:1987SM13) پنج هزار و صد و دوازدهمین سیارک کشف شده‌است که در ۲۳ سپتامبر ۱۹۸۷ کشف شد.
قدر مطلق سیارک برابر ۱۳٫۶۰ است.